# 阿伊莎·賓特·侯賽因公主
阿伊莎·賓特·侯賽因（阿拉伯语：阿拉伯语：‎，羅馬化：Aisha bint Al Hussein，1968年4月23日—）是约旦国王侯賽因一世和來自英國的穆娜·侯賽因的女兒，出生于安曼。根據家譜，公主是伊斯蘭教先知穆罕默德的後裔之一。現任國王阿卜杜拉二世是她的胞兄，除此之外她有一名雙胞胎胞妹席恩公主。

## 生平
1968年4月23日，阿伊莎公主和雙胞胎妹妹扎因生於安曼巴勒斯坦醫院，她們共有2名同胞生的兄長和1個同父異母的姊姊，亦有數名同父異母的兄弟姊妹，她們在八歲之前都在安曼一間美國學校上課，之後留學美國的女子寄宿學校Dana Hall School。她中學畢業後到英國桑德赫斯特皇家军事学院接受軍事訓練並在1987年畢業。公主再在牛津大学彭布罗克学院完成現代中東史及政治的課程。2010年，她獲得了美国国防大学的碩士學位。
公主熱心參與有關女性權益的事務。閒時她喜歡閱讀及運動。她現今是約旦駐美國大使館的武官。